# Condado de Tripp
El condado de Tripp es un condado del estado de Dakota del Sur, Estados Unidos. Tiene una población estimada, a mediados de 2023, de 5621 habitantes.
La sede del condado es Winner.
Fue creado en 1873 y organizado en 1909.

## Geografía
Según la Oficina del Censo, el condado tiene una superficie total de 4189 km², de los cuales 4176 km² corresponden a tierra firme y 13 km² están cubiertos de agua.

### Condados adyacentes
- Condado de Lyman - norte
- Condado de Gregory - este
- Condado de Keya Paha, Nebraska - sur
- Condado de Cherry, Nebraska - suroeste
- Condado de Todd - oeste
- Condado de Mellette - noroeste

## Demografía
Según la estimación 2018-2022 de la Oficina del Censo, los ingresos medios de los hogares del condado son de $56 758 y los ingresos medios de las familias son de $69 038. Los ingresos per cápita en los últimos doce meses, medidos en dólares de 2022, son de $29 463. Alrededor del 21.9% de la población está por debajo de la línea de pobreza nacional.
| 1910 | 1920   | 1930   | 1940 | 1950 | 1960 | 1970 | 1980 | 1990 | 2000 | 2020 | 2023 |
| ---- | ------ | ------ | ---- | ---- | ---- | ---- | ---- | ---- | ---- | ---- | ---- |
| 8323 | 11 970 | 12 712 | 9937 | 9139 | 8761 | 8171 | 7268 | 6924 | 6430 | 5624 | 5621 |

## Localidades

### Ciudades
- Colome
- Winner

### Pueblos
- Witten

### Lugares designados por el censo (census-designated places,CDP)
- Hamill
- Ideal

### Otras localidades
- Carter
- Clearfield

## Municipios (townships)
| - Municipio de Banner - Municipio de Beaver Creek - Municipio de Black - Municipio de Brunson - Municipio de Bull Creek - Municipio de Carter - Municipio de Colome - Municipio de Condon - Municipio de Curlew - Municipio de Dog Ear - Municipio de Elliston - Municipio de Greenwood - Municipio de Holsclaw - Municipio de Huggins | - Municipio de Ideal - Municipio de Irwin - Municipio de Jordan - Municipio de Keyapaha - Municipio de King - Municipio de Lake - Municipio de Lamro - Municipio de Lincoln - Municipio de Lone Star - Municipio de Lone Tree - Municipio de McNeely - Municipio de Millboro - Municipio de Plainview - Municipio de Pleasant Valley - Municipio de Pleasant View | - Municipio de Rames - Municipio de Rosedale - Municipio de Roseland - Municipio de Star Prairie - Municipio de Star Valley - Municipio de Stewart - Municipio de Sully - Municipio de Taylor - Municipio de Valley - Municipio de Weaver - Municipio de Willow Creek - Municipio de Wilson - Municipio de Witten - Municipio de Wortman - Municipio de Wright |